# ЦСКА (женский гандбольный клуб)
ПГК ЦСКА — российский профессиональный женский гандбольный клуб из Москвы. Основан в 2019 году и включён в розыгрыш чемпионата России среди команд Суперлиги.

## История
Презентация нового клуба состоялась 26 июня 2019 года в пресс-центре ТАСС. Создание клуба создало еще большую конкуренцию среди команд первой шестерки Суперлиги. По состоянию на 01 июня 2025 года является четырёхкратным чемпионом России (2021,2023,2024,2025), трёхкратным обладателем кубка и суперкубка России (2022-2024). 
Сезон 2019/20: основание клуба; бронзовый призёр Чемпионата России (сезон был досрочно завершён из-за пандемии коронавируса covid-19, плей-офф не был сыгран, места распределились по итогам регулярного чемпионата). Финалист Кубка России;
Сезон 2020/21: Чемпион России, участник Финала 4-х престижного европейского турнира Лига Чемпионов ЕГФ; 
ЦСКА-2 - победитель Первенства России среди команд молодежного состава;
Сезон 2021/22: Обладатель Кубка России, серебряный призёр чемпионата России; 
ЦСКА-2 - победитель Первенства России среди команд молодежного состава;
Сезон 2022/23: ЦСКА собрал все возможные трофеи. Стал победителем Суперкубка и Кубка России, а также завоевал золото чемпионата страны. Кроме того на летней Спартакиаде сборная Москвы, составленная из игроков ЦСКА, завоевала первое место. 
Сезон 2023/24: ЦСКА удалось повторить результаты предыдущего сезона. Клубом одержаны победы в розыгрыше Суперкубка и Кубка России, а также вновь завоёвано золото чемпионата страны.  
Сезон 2024/25: Клубом одержаны победы в розыгрыше Суперкубка России, а также вновь завоёвано золото чемпионата страны.  
ЦСКА-2 - МССУОР №2  - серебряный призёр Первенства России среди команд молодежного состава. 
Из ранее выступавших за ЦСКА гандболисток значительный вклад в успехи клуба внесли олимпийские чемпионки и серебряные призёры игр 2016 и 2020 гг. Дарья Дмитриева, Анна Седойкина (в настоящее время - тренер вратарей), Екатерина Ильина, Полина Горшкова, Марина Судакова, Полина Шаркова, Елена Михайличенко, представительница сборной Македонии Сара Ристовска, а также олимпийская чемпионка Ольга Акопян в качестве главного тренера.

## Форма

### Производители комплектов и спонсоры одежды
В следующей таблице подробно показаны производители формы и спонсоры футболок по годам:
| Период    | Производитель комплекта | Спонсор одежды       |
| --------- | ----------------------- | -------------------- |
| 2019-2020 | Mizuno                  | ООО "Рускон"         |
| 2020-2022 | Puma                    | ПАО "ТрансКонтейнер" |
| 2022-н.в. | Kempa                   | ПАО "ТрансКонтейнер" |

| · 2019-20 | · 2020- |

| · 2019-20 | · 2020- |

## Выступление в еврокубках
| Сезон                  | Стадия                 | Соперник | Счет (д) | Счет (г) |
| ---------------------- | ---------------------- | -------- | -------- | -------- |
| Лига чемпионов 2020/21 |                        |          |          |          |
| Груп. этап             | Дьёр                   | 27:27    | 24:31    |          |
| Груп. этап             | Будучность             | 27:23    | 25:22    |          |
| Груп. этап             | Рымнику-Вылча          | 30:20    | 34:24    |          |
| Груп. этап             | Боруссия (Дортмунд)    | 35:28    | 29:28    |          |
| Груп. этап             | Брест Бретань          | 25:24    | 30:28    |          |
| Груп. этап             | Подравка               | 30:26    | 36:20    |          |
| Груп. этап             | Оденсе                 | 27:23    | 25:26    |          |
| 1/8 финала             | Крим Меркатор          | 27:21    | 20:25    |          |
| 1/4 финала             | КСМ (Бухарест)         | 24:19    | 27:32    |          |
| 1/2 финала             | Вайперс (Кристиансанд) | 30:33    | 30:33    |          |
| 4 место                | Дьёр                   | 21:32    | 21:32    |          |
| Лига чемпионов 2021/22 |                        |          |          |          |
| Груп. этап             | Вайперс (Кристиансанд) | 28:32    | 27:24    |          |
| Груп. этап             | Крим Меркатор          | 21:21    | 21:24    |          |
| Груп. этап             | Оденсе                 | 21:28    | 27:27    |          |
| Груп. этап             | Дьёр                   | 23:27    | 22:32    |          |
| Груп. этап             | Мец                    | 27:26    | 32:24    |          |
| Груп. этап             | Кастамону              | 34:27    | 31:29    |          |
| Груп. этап             | Сэвехов                | 29:28    | 32:23    |          |
| 1/8 финала             | КСМ (Бухарест)         | 0:10     | 0:10     |          |

## Достижения

### Чемпионат России
- Чемпион России — 2021, 2023, 2024, 2025
- Серебряный призер чемпионата России — 2022
- Бронзовый призер чемпионата России — 2020

### Кубок России
- Победитель Кубка России по гандболу среди женщин — 2022, 2023, 2024
- Серебряный призер Кубка России по гандболу среди женщин — 2020

### Суперкубок России
- Обладатель Суперкубка России — 2022, 2023, 2024
- Финалист Суперкубка России — 2020, 2021

## Состав
| №  |             | Поз.          | Имя                  | Год рождения |
| -- | ----------- | ------------- | -------------------- | ------------ |
| 1  | Флаг России | Вр.           | Анна Верещак         | 2001         |
| 4  | Флаг России | Пр. кр.       | Валерия Собкало      | 2001         |
| 5  | Флаг России | Пр. полуср.   | Юлия Баева           | 2003         |
| 8  | Флаг России | Лев. полуср.  | Варвара Сёмина       | 2006         |
| 10 | Флаг России | Лин.          | Виктория Шамановская | 1993         |
| 14 | Флаг России | Лев.полусред. | Вероника Никитина    | 1992         |
| 16 | Флаг России | Вр.           | Эвелина Аношкина     | 1994         |
| 17 | Флаг России | Пр. крайн.    | Альбина Мурзалиева   | 1996         |
| 19 | Флаг России | Лев. крайн.   | Юлия Козаченко       | 1996         |
| 22 | Флаг России | Лин.          | Валентина Томилина   | 2000         |
| 23 | Флаг России | Раз           | Наталья Чигиринова   | 1993         |
| 25 | Флаг России | Раз.          | Карина Сабирова      | 1998         |

| №  |             | Поз.         | Имя                             | Год рождения |
| -- | ----------- | ------------ | ------------------------------- | ------------ |
| 33 | Флаг России | Раз.         | Екатерина Ильина                | 1991         |
| 39 | Флаг России | Пр. полуср.  | Антонина Санталова              | 1999         |
| 55 | Флаг России | Лев. полуср. | Юлия Гаряева                    | 1996         |
| 67 | Флаг России | Лин.         | Анастасия Илларионова (капитан) | 1999         |
| 71 | Флаг России | Пр. крайн.   | Екатерина Левчина               | 2000         |
| 81 | Флаг России | Пр. полуср.  | Ксения Дьяченко                 | 1994         |
| 86 | Флаг России | Пр. полуср.  | Ольга Явон                      | 1998         |
| 99 | Флаг России | Вр.          | Полина Каплина                  | 1999         |

Тренерский штаб
- Людмила Бодниева — главный тренер
- Олег Минин — ассистент главного тренера
- Анна Седойкина — тренер вратарей
- Елена Ефимова — тренер по ОФП